# Santa Maria (canção de Tatjana)
"Santa Maria" é uma canção originalmente lançada em 1995 pela cantora croata-holandesa Tatjana Šimić. Mais tarde, foi regravada pelo DJ Milano e pela cantora britânica Samantha Fox em 1997.

## Versão da Samantha Fox
Depois que o contrato de cinco anos da Samantha com a Jive Records expirou, a cantora foi à Ibiza, na Espanha, onde conhecera o DJ Milano. A canção foi escrita por Kirsti Johansen e por Kjetil Røsnes (da banda Avalanche) com Mike Stock e Matt Aitken, os dois integrantes do trio britânico de compositores Stock Aitken Waterman. "Santa Maria" foi originalmente gravada pela artista holandesa Tatjana para o mercado europeu, mas, para o mercado britânico e estadunidense, Samantha Fox regravou a música, embora a versão de Tatjana tenha sido lançada nos Estados Unidos pela Popular Records como compacto duplo.
"Santa Maria" alcançou um sucesso notável na Europa. Foi lançado como único single, sendo depois incluído nas faixas do álbum Watching You, Watching Me, de Samantha. Ele também integrou a coletânea Greatest Hits, lançada em 2009. O clipe foi dirigido por Ben Hume-Paton.

## Faixas
1. "Santa Maria" (Versão rádio) – 2:54
2. "Santa Maria" (Open Arms Remix) – 6:19
3. "Santa Maria" (Gio Remix) – 5:04
4. "Santa Maria" (Versão original) – 6:11

## Desempenho musical

### Versão de Tatjana

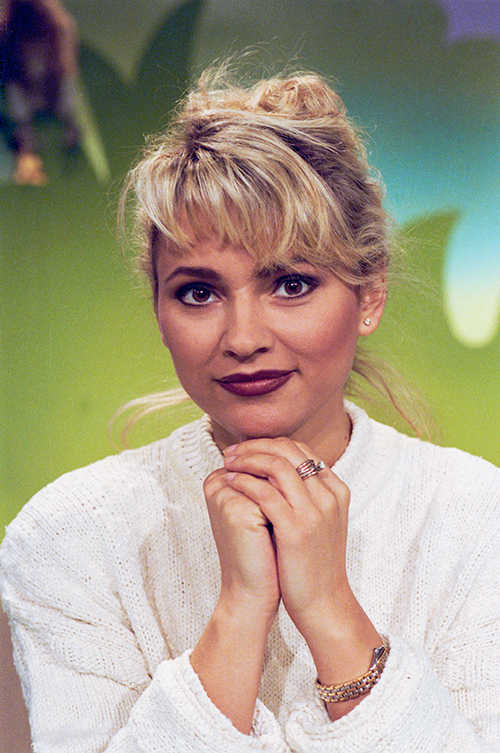
Cantora Tatjana

| Parada (1995–96)               | Melhor posição |
| ------------------------------ | -------------- |
| Austrália (ARIA)               | 50             |
| Canada Dance (RPM)             | 10             |
| Países Baixos (Dutch Top 40)   | 33             |
| Países Baixos (Single Top 100) | 37             |
| Reino Unido (UK Singles Chart) | 40             |

### Versão da Samantha Fox
| Parada (1997)                        | Melhor posição |
| ------------------------------------ | -------------- |
| Escócia (Official Charts Company)    | 29             |
| Suécia (Sverigetopplistan)           | 47             |
| UK Singles (Official Charts Company) | 31             |